# クラブ・フット
クラブ・フット（原題：Club Foot）は、2004年にカサビアンが発表した2ndシングル。カサビアンの代表曲の一つ。1stアルバム『カサビアン』収録。
この歌は、「プラハの春」の英雄と称されるチェコ人学生ヤン・パラフに捧げられている。PVにはさらに、ソ連による1956年ハンガリー動乱の介在への言及が散見される作りとなっている。
イントロから繰り返される不穏極まりないエレクトロニックなベース・リフが印象的な曲。オアシスのノエル・ギャラガーはこの曲を「あのベース・ラインはここ10年のUK音楽シーンで最高のベース・ラインだ。コーラス部分の‘‘Woo！’’は特にたまらない。近年でも稀に見る最高の曲だな。」と話している。英国の音楽メディアにおいても2000年代を代表するロック・アンセムのひとつとしてその一翼に挙げられることも多い。
ちなみにこの曲は、英国内ではトレーラー音楽としてもしばしば使用され、ゲームや映画、CM、テレビ番組のBGMなどに頻繁に起用されている他、イングランドの複数のサッカー・クラブの応援歌や入場曲としても採用されており、プレミア・リーグでは馴染みの楽曲でもある。